# Bełchatowski
Bełchatowski là một huyện thuộc tỉnh Łódzkie của Ba Lan. Huyện có diện tích 968 km². Đến ngày 1 tháng 1 năm 2011, dân số của huyện là 113076 người và mật độ 117 người/km².